# イアン・ボウヒル
イアン・ボウヒル（英語: Ian Home Bowhill、1903年 - 1975年）は、イギリス、エディンバラ出身のフィギュアスケート選手（男子シングル）。1928年サンモリッツオリンピックイギリス代表。

## 主な戦績
| 大会/年        | 1927-28 | 1928-29 | 1931-32 |
| -------------- | ------- | ------- | ------- |
| オリンピック   | 14      |         |         |
| 世界選手権     |         | 7       |         |
| イギリス選手権 |         |         | 1       |